# Gasteracantha janopol
Gasteracantha janopol är en spindelart som beskrevs av Alberto Barrion och James A. Litsinger 1995. Gasteracantha janopol ingår i släktet Gasteracantha och familjen hjulspindlar.
Artens utbredningsområde är Filippinerna. Inga underarter finns listade i Catalogue of Life.